# 大澳天后古廟

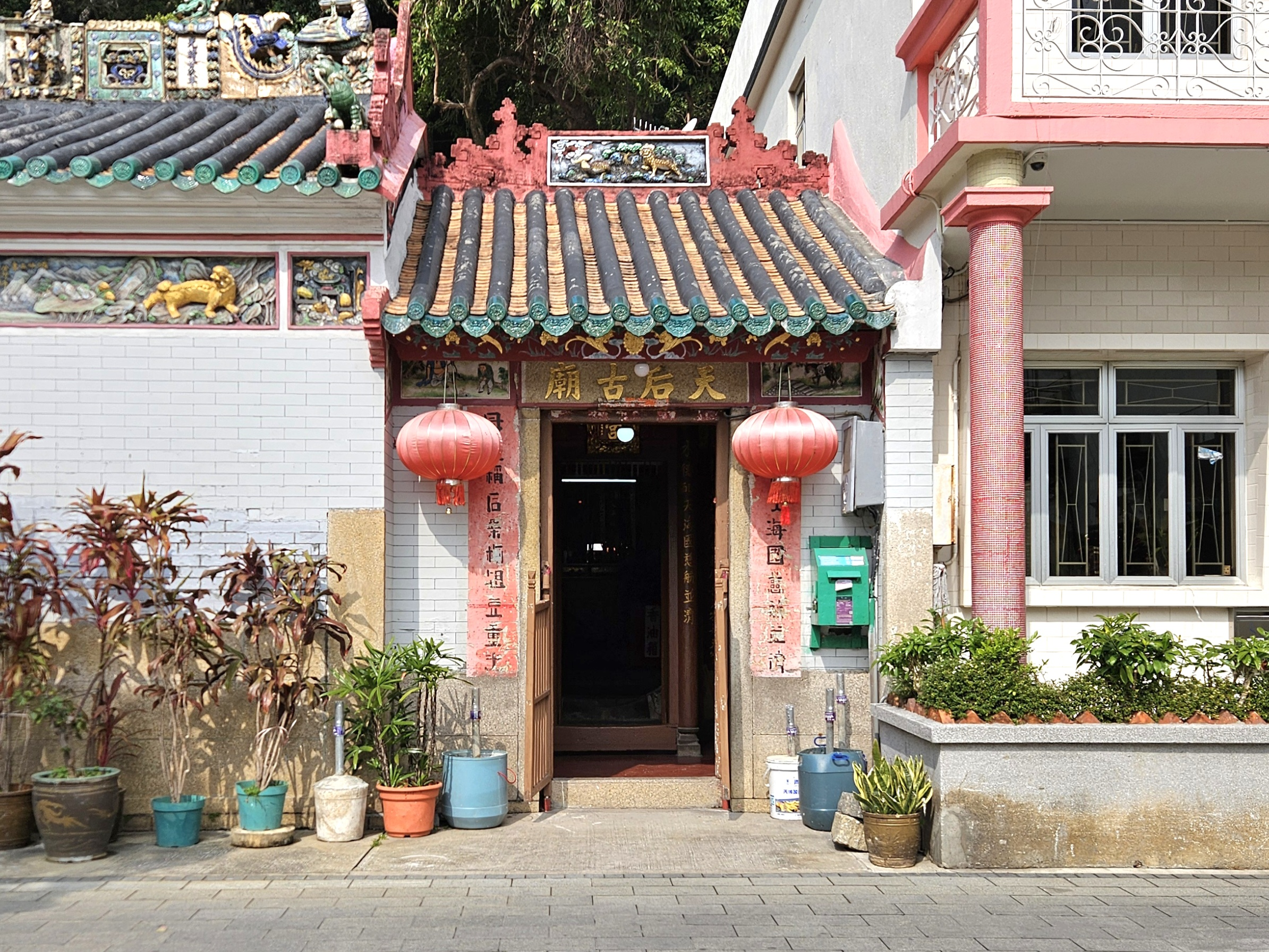
大澳天后古廟

大澳天后古廟是香港新界大嶼山大澳的一座供奉天后的庙宇，該廟每年都會慶祝天后誕辰和金花夫人誕辰。該廟宇建於清朝，廟內最古老的文物是清朝康熙五十二年（1712年）鑄造的洪鐘。該廟曾於清朝道光十八年（1838年）、光緒二十一年（1895年）、1972年以及2019年大修。